# Deubach (Wutha-Farnroda)
Deubach is een dorp in de Duitse gemeente Wutha-Farnroda in  Thüringen. De gemeente maakt deel uit van het Wartburgkreis.  Het dorp ontstaat in de twaalfde eeuw. In 1950 werd Deubach samengevoegd met Schönau dat in 1994 opging in Wutha-Farnroda.